# Aricidea laubieri
Aricidea laubieri är en ringmaskart som beskrevs av Hartley 1981. Aricidea laubieri ingår i släktet Aricidea och familjen Paraonidae. Arten har ej påträffats i Sverige. Inga underarter finns listade i Catalogue of Life.